# Hinat dehidrogenaza
Hinat dehidrogenaza (EC 1.1.1.24, hinatna dehidrogenaza, hinatna dehidrogenaza, hinat:NAD oksidoreduktaza, hinat 5-dehidrogenaza, hinat:+ 5-oksidoreduktaza) je enzim sa sistematskim imenom L-hinat:NAD+ 3-oksidoreduktaza. Ovaj enzim katalizuje sledeću hemijsku reakciju
-hinat + + {\displaystyle \rightleftharpoons } 3-dehidrohinat + +
Ovaj enzim je specifičan za hinat kao supstrat; fenilpiruvat, fenilalanin, cinamat i šikimat ne deluju kao supstrati. NAD+ ne može da bude zamenjen sa NADP+.

## Literatura
- Nicholas C. Price; Lewis Stevens (1999). Fundamentals of Enzymology: The Cell and Molecular Biology of Catalytic Proteins (Third изд.). USA: Oxford University Press. ISBN 019850229X.
- Eric J. Toone (2006). Advances in Enzymology and Related Areas of Molecular Biology, Protein Evolution (Volume 75 изд.). Wiley-Interscience. ISBN 0471205036.
- Branden C; Tooze J. Introduction to Protein Structure. New York, NY: Garland Publishing. ISBN 0-8153-2305-0.
- Irwin H. Segel. Enzyme Kinetics: Behavior and Analysis of Rapid Equilibrium and Steady-State Enzyme Systems (Book 44 изд.). Wiley Classics Library. ISBN 0471303097.

## Spoljašnje veze
- Quinate+dehydrogenase на 